# Vaxkabinett

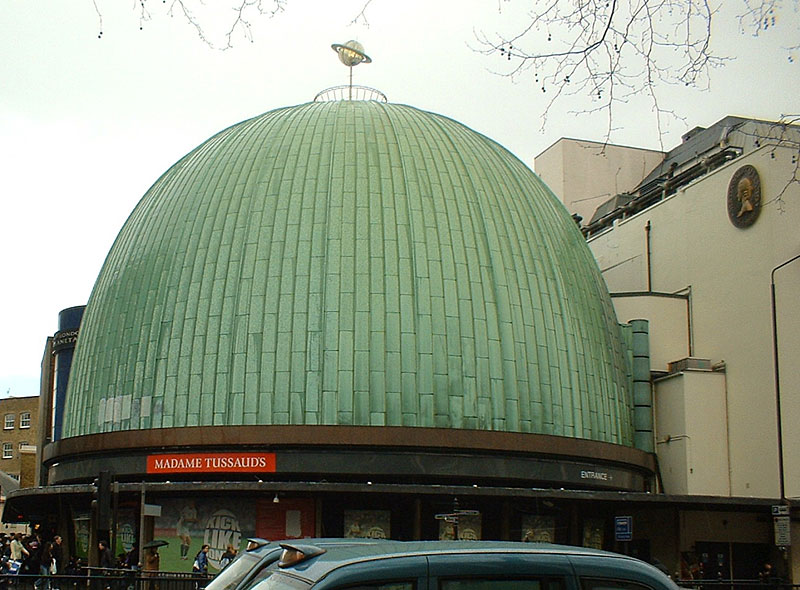
Madame Tussauds i London

Vaxkabinett, vaxmuseum eller panoptikon kallas utställningar av naturtrogna statyer av berömda människor, skapade i vax. Statyerna, som kallas vaxdockor, är ofta så verklighetstrogna att de kan förväxlas med en riktig människa som står helt stilla. Världens mest berömda vaxmuseum är Madame Tussauds i London. I Stockholm fanns Svenska Panoptikon mellan 1889 och 1924. 
I Voxnabruks herrgård i Hälsingland fanns från slutet av 1960-talet Dr. Harald Skoras vaxkabinett som 1983 flyttades till Huskvarna. Dr. Skoras vaxkabinett var Europas femte största fram till 1996 då företaget som drev vaxkabinettet gick i konkurs. De ca 100 vaxdockorna köptes sedermera av affärsmannen Pigge Werkelin men någon ny utställning blev aldrig av. 2017 köptes vaxdockorna av den nye ägaren till Voxnabruks herrgård och sedan 2020 visas ett urval av Dr. Skoras vaxkabinett på nytt i Voxnabruks herrgård. 

## Övrigt
Vaxkabinett förekommer i filmer. Oftast i skräckmiljöer. Bland dessa kan nämnas filmerna Vaxkabinettet och House of Wax.